# Liga Europa da UEFA de 2016–17
A Liga Europa da UEFA de 2016-17 foi a 46ª edição do torneio e a 8ª com este formato e nome (anteriormente era chamada de Taça UEFA).
A final foi disputada na Friends Arena, em Solna, Estocolmo, Suécia.

## Distribuição das Vagas
|                                      | Times entrando nesta rodada | TImes avançando para próxima fase                                      | Times transferidos da Liga dos Campeões da UEFA de 2016–17                           |
| ------------------------------------ | --- | ---------------------------------------------------------------------- | ------------------------------------------------------------------------------------ |
| Primeira Pré-eliminatória (96 times) | - 26 Campeões da Copa Nacional das associações 29–54 - 35 Vice-Campeões da Liga Nacional das associações 18–53 (exceto Liechtenstein) - 35 Terceiros Colocados da Liga Nacional das associações 16–51 (exceto Liechtenstein) |                                                                        |                                                                                      |
| Segunda pré-eliminatória (66 times)  | - 10 Campeões da Copa Nacional das associações 19-28 - 2 Vice-Campeões da Liga Nacional das associações 16–17 - 6 Terceiros Colocados da Liga Nacional das associações 10–15 | - 48 ganhadores da Primeira Pré-eliminatória                           |                                                                                      |
| Terceira Pré-eliminatória (58 times) | - 6 Campeões da Copa Nacional das associações 13-18 - 9 Terceiros Colocados da Liga Nacional das associações 7–15 - 5 Quartos Colocados da Liga Nacional das associações 5–9 - 3 Quintos Colocados da Liga Nacional das associações 4–6 (Campeão da Taça da Liga da França) - 3 Sextos Colocados da Liga Nacional das associações 1–3 (Campeão da Taça da Liga da Inglaterra) - -1 Detentor do título da UEFA Europa League de 2015–16 | - 33 ganhadores da Segunda Pré-eliminatória                            |                                                                                      |
| Rodada de Play-off (44 times)        | | - 29 ganhadores da Terceira Pré-eliminatória                           | - 15 perdedores da Terceira Pré-eliminatória da Liga dos Campeões da UEFA de 2016–17 |
| Fase de Grupos (48 times)            | - 12 Campeões da Copa Nacional das associações 1-12 - 1 quarto colocado da associação 4 - Equipes 3 do campeonato nacional (quinto colocado) das associações 1-3 | - 22 ganhadores da Rodada de Play-off                                  | - 10 perdedores da Rodada de Play-off da Liga dos Campeões da UEFA de 2016–17        |
| Fase de Mata-Mata (32 times)         | | - 12 Primeiros Colocados dos Grupos - 12 Segundos Colocados dos Grupos | - 8 Terceiros Colocados dos Grupos da Liga dos Campeões da UEFA de 2016–17           |

## Calendário
Datas divulgadas pela UEFA: 
| Fase           | Rodada                    | Data do Sorteio               | Partida de Ida                                                 | Partida de Volta                                               |
| -------------- | ------------------------- | ----------------------------- | -------------------------------------------------------------- | -------------------------------------------------------------- |
| Qualificação   | Primeira Pré-eliminatória | 20 de Junho de 2016           | 30 de Junho de 2016                                            | 07 de Junho de 2016                                            |
| Qualificação   | Segunda Pré-eliminatória  | 20 de Junho de 2016           | 14 de Julho de 2016                                            | 21 de Julho de 2016                                            |
| Qualificação   | Terceira Pré-eliminatória | 15 de Julho de 2016           | 28 de Julho de 2016                                            | 04 de Agosto de 2016                                           |
| Play-off       | Fase de Play-off          | 05 de Agosto de 2016          | 18 de Agosto de 2016                                           | 25 de Agosto de 2016                                           |
| Fase de Grupos | Primeira Rodada           | 26 de Agosto de 2016 (Mônaco) | 15 de Setembro de 2016                                         | 15 de Setembro de 2016                                         |
| Fase de Grupos | Segunda Rodada            | 26 de Agosto de 2016 (Mônaco) | 29 de Setembro de 2016                                         | 29 de Setembro de 2016                                         |
| Fase de Grupos | Terceira Rodada           | 26 de Agosto de 2016 (Mônaco) | 20 de Outubro de 2016                                          | 20 de Outubro de 2016                                          |
| Fase de Grupos | Quarta Rodada             | 26 de Agosto de 2016 (Mônaco) | 03 de Novembro de 2016                                         | 03 de Novembro de 2016                                         |
| Fase de Grupos | Quinta Rodada             | 26 de Agosto de 2016 (Mônaco) | 24 de Novembro de 2016                                         | 24 de Novembro de 2016                                         |
| Fase de Grupos | Sexta Rodada              | 26 de Agosto de 2016 (Mônaco) | 08 de Dezembro de 2016                                         | 08 de Dezembro de 2016                                         |
| Fase Final     | Dezesseis Ávos            | 12 de Dezembro de 2016        | 16 de Fevereiro de 2017                                        | 23 de Fevereiro de 2017                                        |
| Fase Final     | Oitavas de Final          | 24 de Fevereiro de 2017       | 09 de Março de 2017                                            | 16 de Março de 2017                                            |
| Fase Final     | Quartas de Final          | 17 de Março de 2017           | 13 de Abril de 2017                                            | 20 de Abril de 2017                                            |
| Fase Final     | Semi-finais               | 21 de Abril de 2017           | 04 de Maio de 2017                                             | 11 de Maio de 2017                                             |
| Fase Final     | Final                     | 21 de Abril de 2017           | 24 de Maio de 2017 na Friends Arena, Solna, Estocolmo, Suécia. | 24 de Maio de 2017 na Friends Arena, Solna, Estocolmo, Suécia. |

Os jogos referentes à qualificação, play-off, e eliminatórias também podem serem jogados em terças ou quartas-feiras, em vez de quintas-feiras devido a conflitos de agenda.

## Eliminatórias
Nas fases de qualificação e a rodada play-off, as equipes são divididas com base em seus 2.015 coeficientes da UEFA. As equipes do mesmo país não podem ser tiradas uns contra os outros nesta fase da competição.

### Primeira pré-eliminatória
O sorteio para a primeira pré-eliminatória foi realizado no dia 20 de junho de 2016. A primeira partida será disputada no dia 30 de junho, e a segunda em 07 de julho de 2016.
| Equipe 1               | Total       | Equipe 2            | 1.º jogo | 2.º jogo  |
| ---------------------- | ----------- | ------------------- | -------- | --------- |
| Midtjylland            | 2–0         | Sūduva Marijampolė  | 1–0      | 1–0       |
| Hearts                 | 6–3 [A]     | Infonet Tallinn     | 2–1      | 4–2       |
| Connah's Quay Nomads   | 1–0 [A]     | Stabæk              | 0–0      | 1–0       |
| Ventspils              | 4–0         | Víkingur            | 2–0      | 2–0       |
| Linfield               | 1–2         | Cork City           | 0–1      | 1–1       |
| Levadia Tallinn        | 3–1         | HB                  | 1–1      | 2–0       |
| Atlantas               | 1–3         | HJK                 | 0–2      | 1–1       |
| IFK Göteborg           | 7–1         | Llandudno           | 5–0      | 2–1       |
| St. Patrick's Athletic | 2–2 (g.f)   | Jeunesse Esch       | 1–0      | 1–2       |
| KR                     | 8–1         | Glenavon            | 2–1      | 6–0       |
| Shamrock Rovers        | 1–3         | RoPS                | 0–2      | 1–1       |
| Valur                  | 1–10        | Brøndby             | 1–4      | 0–6       |
| Aberdeen               | 3–2         | Fola Esch           | 3–1      | 0–1       |
| Trakai                 | 3–5 [A]     | Nõmme Kalju         | 2–1      | 1–4       |
| Dinamo Minsk           | 4–1         | Spartaks Jūrmala    | 2–1      | 2–0       |
| Breiðablik             | 4–5         | Jelgava             | 2–3      | 2–2       |
| NSÍ Runavík            | 0–7         | Shakhtyor Salihorsk | 0–2      | 0–5       |
| AIK                    | 4–0         | Bala Town           | 2–0      | 2–0       |
| Differdange 03         | 1–3         | Cliftonville        | 1–1      | 0–2       |
| Odd                    | 3–1         | IFK Mariehamn       | 2–0      | 1–1       |
| Domžale                | 5–3         | Lusitanos           | 3–1      | 2–1       |
| Bokelj                 | 1–6         | Vojvodina           | 1–1      | 0–5       |
| AEK Larnaca            | 6–1         | Folgore             | 3–0      | 3–1       |
| Dila Gori              | 1–1 (1–4 p) | Shirak              | 1–0      | 0–1 (pro) |
| Široki Brijeg          | 1–3         | Birkirkara          | 1–1      | 0–2       |
| Videoton               | 3–2         | Zaria Bălți         | 3–0      | 0–2       |
| UE Santa Coloma        | 2–7         | Lokomotiva          | 1–3      | 1–4       |
| Europa FC              | 3–2 [A]     | Pyunik              | 2–0      | 1–2       |
| Čukarički              | 6–3         | Ordabasy            | 3–0      | 3–3       |
| Rabotnički             | 1–2         | Budućnost Podgorica | 1–1      | 0–1       |
| Zimbru Chișinău        | 3–3 (g.f)   | Chikhura Sachkhere  | 0–1      | 3–2       |
| Sloboda Tuzla          | 0–1         | Beitar Jerusalem    | 0–0      | 0–1       |
| Kukësi                 | 2–1         | Rudar Pljevlja      | 1–1      | 1–0       |
| Balzan                 | 2–3[A]      | Neftçi Baku         | 0–2      | 2–1       |
| Admira                 | 4–3         | Spartak Myjava      | 1–1      | 3–2       |
| Beroe Stara Zagora     | 2–0         | Radnik Bijeljina    | 0–0      | 2–0       |
| La Fiorita             | 0–7         | Debrecen            | 0–5      | 0–2       |
| Vaduz                  | 5–2         | Sileks              | 3–1      | 2–1       |
| Maccabi Tel Aviv       | 4–0         | Gorica              | 3–0      | 1–0       |
| Qabala                 | 6–3         | Samtredia           | 5–1      | 1–2       |
| Teuta Durrës           | 0–6         | Kairat              | 0–1      | 0–5       |
| Spartak Trnava         | 6–0         | Hibernians          | 3–0      | 3–0       |
| Banants                | 1–5         | Omonia              | 0–1      | 1–4 (pro) |
| Shkëndija              | 4–1         | Cracovia            | 2–0      | 2–1       |
| Slavia Sofia           | 1–3         | Zagłębie Lubin      | 1–0      | 0–3       |
| Aktobe                 | 1–3         | MTK                 | 1–1      | 0–2       |
| Partizani Tirana       | w/o [B]     | Slovan Bratislava   | 0–0      | Cancelado |
| Kapaz                  | 1–0         | Dacia Chișinău      | 0–0      | 1–0       |

Notas
- A. ^  Ordem das partidas revertida após o sorteio.
- B. ^  Partizani Tirana substituirá o Skënderbeu Korçë na Liga dos Campeões da UEFA de 2016–17 e o Slovan Bratislava seguirá direto para a segunda pré-eliminatória da Liga Europa, depois que o Skënderbeu Korçë foi excluído pela UEFA por combinação de resultados.[3]

### Segunda pré-eliminatória
A primeira partida será disputada no dia 14 de julho, e a segunda em 21 de Julho de 2016.
Um total de 66 equipes jogam na segunda pré-eliminatória: 18 equipes que entram nesta rodada, e os 48 vencedores da primeira pré-eliminatória.
| Equipe 1            | Total           | Equipe 2               | 1.º jogo | 2.º jogo  |
| ------------------- | --------------- | ---------------------- | -------- | --------- |
| Shirak              | 1–3             | Spartak Trnava         | 1–1      | 0–2       |
| Dinamo Minsk        | 2–1             | St. Patrick's Athletic | 1–1      | 1–0       |
| Partizan            | 0–0 (3–4 p)     | Zagłębie Lubin         | 0–0      | 0–0 (pro) |
| Vojvodina           | 3–1             | Connah's Quay Nomads   | 1–0      | 2–1       |
| Maccabi Haifa       | 2–2 (3–5 p) [C] | Nõmme Kalju            | 1–1      | 1–1 (pro) |
| Hibernian           | 1–1 (3–5 p)     | Brøndby                | 0–1      | 1–0 (pro) |
| Shakhtyor Salihorsk | 2–3             | Domžale                | 1–1      | 1–2       |
| Áustria Viena       | 5–1             | Kukësi                 | 1–0      | 4–1       |
| MTK                 | 1–4             | Qabala                 | 1–2      | 0–2       |
| Beroe Stara Zagora  | 1–2             | HJK                    | 1–1      | 0–1       |
| RoPS                | 1–4             | Lokomotiva             | 1–1      | 0–3       |
| Neftçi Baku         | 0–1             | Shkëndija              | 0–0      | 0–1       |
| KR                  | 4–5[C]          | Grasshoppers           | 3–3      | 1–2       |
| Midtjylland         | 5–2             | Vaduz                  | 3–0      | 2–2       |
| Zimbru Chișinău     | 2–7             | Osmanlıspor            | 2–2      | 0–5       |
| PAS Giannina        | 4–3             | Odd                    | 3–0      | 1–3 (pro) |
| Birkirkara          | 2–1             | Hearts                 | 0–0      | 2–1       |
| Maribor             | 1–1 (g.f)       | Levski Sofia           | 0–0      | 1–1       |
| Piast Gliwice       | 0–3             | IFK Göteborg           | 0–3      | 0–0       |
| Slovan Bratislava   | 0–3             | Jelgava                | 0–0      | 0–3       |
| Beitar Jerusalem    | 3–3 (g.f)       | Omonia                 | 1–0      | 2–3       |
| Admira              | 3–0             | Kapaz                  | 1–0      | 2–0       |
| Aberdeen            | 4–0             | Ventspils              | 3–0      | 1–0       |
| Häcken              | 1–2             | Cork City              | 1–1      | 0–1       |
| Kairat              | 2–3             | Maccabi Tel Aviv       | 1–1      | 1–2       |
| Debrecen            | 1–3             | Torpedo-BelAZ Zhodino  | 1–2      | 0–1       |
| Iași                | 3–4             | Hajduk Split           | 2–2      | 1–2       |
| Videoton            | 3–1             | Čukarički              | 2–0      | 1–1       |
| Cliftonville        | 2–5             | AEK Larnaca            | 2–3      | 0–2       |
| AIK                 | 2–0             | Europa FC              | 1–0      | 1–0       |
| Levadia Tallinn     | 3–3 (g.f)       | Slavia Praga           | 3–1      | 0–2       |
| Genk                | 2–2 (4–2 p)     | Budućnost Podgorica    | 2–0      | 0–2 (pro) |
| SønderjyskE         | 4–3             | Strømsgodset           | 2–1      | 2–2 (pro) |

Notas
- C. ^  Ordem das partidas revertida após o sorteio.

### Terceira pré-eliminatória
O sorteio para a terceira pré-eliminatória foi realizado no dia 15 de julho de 2016. A primeira partida será disputada no dia 28 de julho, e a segunda em 03 e 04 de agosto de 2016.
Um total de 58 equipes jogam na terceira pré-eliminatória: 25 equipes que entram nesta rodada, e os 33 vencedores da segunda pré-eliminatória.
| Equipe 1              | Total       | Equipe 2           | 1.º jogo | 2.º jogo  |
| --------------------- | ----------- | ------------------ | -------- | --------- |
| Lokomotiva            | 3–2         | Vorskla Poltava    | 0–0      | 3–2       |
| Saint-Étienne         | 1–0         | AEK Atenas         | 0–0      | 1–0       |
| AEK Larnaca           | 2–1         | Spartak Moscou     | 1–1      | 1–0       |
| Pandurii Târgu Jiu    | 2–5         | Maccabi Tel Aviv   | 1–3      | 1–2       |
| Vojvodina             | 3–1         | Dinamo Minsk       | 1–1      | 2–0       |
| Zagłębie Lubin        | 2–3         | SønderjyskE        | 1–2      | 1–1       |
| Luzern                | 1–4         | Sassuolo           | 1–1      | 0–3       |
| Slavia Praga          | 1–1 (g.f)   | Rio Ave            | 0–0      | 1–1       |
| Birkirkara            | 1–6         | Krasnodar          | 0–3      | 1–3       |
| AZ Alkmaar            | 3–1         | PAS Giannina       | 1–0      | 2–1       |
| Jelgava               | 1–4         | Beitar Jerusalem   | 1–1      | 0–3       |
| Áustria Viena         | 1–1 (5–4 p) | Spartak Trnava     | 0–1      | 1–0       |
| Panathinaikos         | 3–0 [D]     | AIK                | 1–0      | 2–0       |
| Osmanlıspor           | 3–0         | Nõmme Kalju        | 1–0      | 2–0       |
| Aberdeen              | 1–2         | Maribor            | 1–1      | 0–1       |
| Lille                 | 1–2         | Qabala             | 1–1      | 0–1       |
| Oleksandriya          | 1–6         | Hajduk Split       | 0–3      | 1–3       |
| Hertha Berlin         | 2–3         | Brøndby            | 1–0      | 1–3       |
| İstanbul Başakşehir   | 2–2 (g.f)   | Rijeka             | 0–0      | 2–2       |
| Heracles Almelo       | 1–1 (g.f)   | Arouca             | 1–1      | 0–0       |
| Torpedo-BelAZ Zhodino | 0–3         | Rapid Viena        | 0–0      | 0–3       |
| Genk                  | 3–1         | Cork City          | 1–0      | 2–1       |
| Shkëndija             | 2–1         | Mladá Boleslav     | 2–0      | 0–1       |
| Domžale               | 2–4 [D]     | West Ham           | 2–1      | 0–3       |
| Videoton              | 1–2         | Midtjylland        | 0–1      | 1–1 (pro) |
| IFK Göteborg          | 3–2         | HJK                | 1–2      | 2–0       |
| Admira                | 1–4         | Slovan Liberec     | 1–2      | 0–2       |
| Gent                  | 5–0         | Viitorul Constanța | 5–0      | 0–0       |
| Grasshoppers          | 5–4         | Apollon Limassol   | 2–1      | 3–3 (pro) |

Notas
- D. ^  Ordem das partidas revertida após o sorteio.

## Rodada de play-off
O sorteio para a fase play-off foi realizado em 05 de agosto de 2016. A primeira partida será disputada no dia 18 de agosto, e a segunda em 25 de agosto de 2016.
Um total de 44 equipes jogam no play-off rodada: os 29 vencedores da terceira pré-eliminatória, e mais 15 perdedores da UEFA Champions League 2016-17.
| Equipe 1            | Total       | Equipe 2         | 1.º jogo | 2.º jogo  |
| ------------------- | ----------- | ---------------- | -------- | --------- |
| Astana              | 4–2         | BATE Borisov     | 2–0      | 2–2       |
| Arouca              | 1–3         | Olympiacos       | 0–1      | 1–2 (pro) |
| Midtjylland         | 0–3         | Osmanlıspor      | 0–1      | 0–2       |
| Trenčín             | 2–4         | Rapid Viena      | 0–4      | 2–0       |
| Lokomotiva          | 2–4         | Genk             | 2–2      | 0–2       |
| AEK Larnaca         | 0–4         | Slovan Liberec   | 0–1      | 0–3       |
| Dinamo Tbilisi      | 0–5         | PAOK             | 0–3      | 0–2       |
| Áustria Viena       | 4–2         | Rosenborg        | 2–1      | 2–1       |
| Beitar Jerusalem    | 1–2         | Saint-Étienne    | 1–2      | 0–0       |
| Vojvodina           | 0–3         | AZ Alkmaar       | 0–3      | 0–0       |
| Qabala              | 3–2 [E]     | Maribor          | 3–1      | 0–1       |
| Slavia Praga        | 0–6         | Anderlecht       | 0–3      | 0–3       |
| Astra Giurgiu       | 2–1         | West Ham         | 1–1      | 1–0       |
| Fenerbahçe          | 5–0         | Grasshoppers     | 3–0      | 2–0       |
| Panathinaikos       | 4–1 [E]     | Brøndby          | 3–0      | 1–1       |
| Krasnodar           | 4–0         | Partizani Tirana | 4–0      | 0–0       |
| Gent                | 6–1         | Shkëndija        | 2–1      | 4–0       |
| İstanbul Başakşehir | 1–4         | Shakhtar Donetsk | 1–2      | 0–2       |
| SønderjyskE         | 2–3         | Sparta Praga     | 0–0      | 2–3       |
| Sassuolo            | 4–1         | Estrela Vermelha | 3–0      | 1–1       |
| IFK Göteborg        | 1–3         | Qarabağ          | 1–0      | 0–3       |
| Maccabi Tel Aviv    | 3–3 (4–3 p) | Hajduk Split     | 2–1      | 1–2 (pro) |

Notas
- E. ^  Ordem das partidas revertida após o sorteio.

## Fase de grupos
O sorteio para a fase de grupos será realizado em Mônaco em 26 de agosto de 2016. A 48 equipes estão distribuídas em quatro potes com base em seus coeficientes. Eles são distribuídos em doze grupos de quatro, com a restrição que as equipes do mesmo país não podem ser tiradas uns contra os outros.
Em cada grupo, as equipes jogam entre si em casa e outro fora. Os jogos são de 15 de setembro, 29 de setembro, 20 de outubro, 03 de novembro, 24 de novembro e 08 de dezembro de 2016. Os vencedores dos grupos e os segundos classificados antecipadamente para a fase de 16-avos, onde eles se juntarão os oito terceiros classificados da fase de grupos da UEFA Champions League 2016-17.
Um total de 48 equipes jogam na fase de grupos: 16 equipes que entram nesta fase, os 22 vencedores da rodada play-off, e os 10 perdedores dos play-offs da UEFA Champions League 2016-17.

### Sorteio
O sorteio para a fase de grupos foi realizado em Mônaco em 26 de agosto de 2016. A 48 equipes estão distribuídas em quatro potes com base em seus coeficientes. Eles são distribuídos em doze grupos de quatro, com a restrição que as equipes do mesmo país não podem ser tiradas uns contra os outros.
| Pote 1            | Coef.  |
| ----------------- | ------ |
| Schalke 04        | 96.035 |
| Zenit             | 93.216 |
| Manchester United | 82.256 |
| Shakhtar Donetsk  | 81.976 |
| Athletic Bilbao   | 75.142 |
| Olympiacos        | 70.940 |
| Villarreal        | 60.142 |
| Ajax              | 58.112 |
| Internazionale    | 58.087 |
| Fiorentina        | 57.087 |
| Anderlecht        | 54.000 |
| Viktoria Plzeň    | 44.585 |

| Pote 2            | Coef.  |
| ----------------- | ------ |
| AZ Alkmaar        | 43.612 |
| Sporting de Braga | 43.116 |
| Red Bull Salzburg | 42.520 |
| Roma              | 41.587 |
| Fenerbahçe        | 40.920 |
| Sparta Praga      | 40.585 |
| PAOK              | 37.440 |
| Steaua Bucareste  | 36.576 |
| Genk              | 36.000 |
| APOEL             | 35.935 |
| Standard de Liège | 27.500 |
| Saint-Étienne     | 26.049 |

| Pote 3           | Coef.  |
| ---------------- | ------ |
| Gent             | 25.000 |
| Young Boys       | 24.755 |
| Krasnodar        | 24.216 |
| Rapid Viena      | 23.520 |
| Slovan Liberec   | 22.085 |
| Celta de Vigo    | 21.142 |
| Maccabi Tel Aviv | 20.225 |
| Feyenoord        | 19.112 |
| Austria Viena    | 19.020 |
| Mainz 05         | 18.035 |
| Zurique          | 17.755 |
| Southampton      | 16.756 |

| Pote 4             | Coef.  |
| ------------------ | ------ |
| Panathinaikos      | 14.940 |
| Sassuolo           | 14.087 |
| Qarabağ            | 13.475 |
| Astana             | 12.575 |
| Nice               | 12.049 |
| Zorya Luhansk      | 11.976 |
| Astra Giurgiu      | 11.076 |
| Konyaspor          | 6.920  |
| Osmanlıspor        | 6.920  |
| Qabala             | 5.225  |
| Hapoel Be'er Sheva | 4.725  |
| Dundalk            | 2.590  |

### Grupos
|  | Equipes classificadas para a fase final |
|  | Equipes eliminadas                      |

#### Grupo A
| Pos. | Equipe            | Pts | J | V | E | D | GP | GC | SG |
| ---- | ----------------- | --- | - | - | - | - | -- | -- | -- |
| 1    | Fenerbahçe        | 13  | 6 | 4 | 1 | 1 | 8  | 6  | +2 |
| 2    | Manchester United | 12  | 6 | 4 | 0 | 2 | 12 | 4  | +8 |
| 3    | Feyenoord         | 7   | 6 | 2 | 1 | 3 | 3  | 7  | −4 |
| 4    | Zorya Luhansk     | 2   | 6 | 0 | 2 | 4 | 2  | 8  | −6 |

|                   | FEN | FEY | MUN | ZOR |
| ----------------- | --- | --- | --- | --- |
| Fenerbahçe        |     | 1–0 | 2–1 | 2–0 |
| Feyenoord         | 0–1 |     | 1–0 | 1–0 |
| Manchester United | 4–1 | 4–0 |     | 1–0 |
| Zorya Luhansk     | 1–1 | 1–1 | 0–2 |     |

#### Grupo B
| Pos. | Equipe     | Pts | J | V | E | D | GP | GC | SG |
| ---- | ---------- | --- | - | - | - | - | -- | -- | -- |
| 1    | APOEL      | 12  | 6 | 4 | 0 | 2 | 8  | 6  | +2 |
| 2    | Olympiacos | 8   | 6 | 2 | 2 | 2 | 7  | 6  | +1 |
| 3    | Young Boys | 8   | 6 | 2 | 2 | 2 | 7  | 4  | +3 |
| 4    | Astana     | 5   | 6 | 1 | 2 | 3 | 5  | 11 | −6 |

|            | APO | OLY | AST | YOU |
| ---------- | --- | --- | --- | --- |
| APOEL      |     | 2–0 | 2–1 | 1–0 |
| Olympiacos | 0–1 |     | 4–1 | 1–1 |
| Astana     | 2–1 | 1–1 |     | 0–0 |
| Young Boys | 3–1 | 0–1 | 3–0 |     |

#### Grupo C
| Pos. | Equipe        | Pts | J | V | E | D | GP | GC | SG |
| ---- | ------------- | --- | - | - | - | - | -- | -- | -- |
| 1    | Saint-Étienne | 12  | 6 | 3 | 3 | 0 | 8  | 5  | +3 |
| 2    | Anderlecht    | 11  | 6 | 3 | 2 | 1 | 16 | 8  | +8 |
| 3    | Mainz 05      | 9   | 6 | 2 | 3 | 1 | 8  | 10 | –2 |
| 4    | Qabala        | 0   | 6 | 0 | 0 | 6 | 5  | 14 | –9 |

|               | AND | MAI | SET | QAB |
| ------------- | --- | --- | --- | --- |
| Anderlecht    |     | 6–1 | 2–3 | 3–1 |
| Mainz 05      | 1–1 |     | 1–1 | 2–0 |
| Saint-Étienne | 1–1 | 0–0 |     | 1–0 |
| Qabala        | 1–3 | 2–3 | 1–2 |     |

#### Grupo D
| Pos. | Equipe           | Pts | J | V | E | D | GP | GC | SG |
| ---- | ---------------- | --- | - | - | - | - | -- | -- | -- |
| 1    | Zenit            | 15  | 6 | 5 | 0 | 1 | 17 | 8  | +9 |
| 2    | AZ Alkmaar       | 8   | 6 | 2 | 2 | 2 | 6  | 10 | –4 |
| 3    | Maccabi Tel Aviv | 7   | 6 | 2 | 1 | 3 | 7  | 9  | –2 |
| 4    | Dundalk          | 4   | 6 | 1 | 1 | 4 | 5  | 8  | –3 |

|                  | ZEN | DUN | AZA | MAC |
| ---------------- | --- | --- | --- | --- |
| Zenit            |     | 2–1 | 5–0 | 2–0 |
| Dundalk          | 1–2 |     | 0–1 | 1–0 |
| AZ Alkmaar       | 3–2 | 1–1 |     | 1–2 |
| Maccabi Tel Aviv | 3–4 | 2–1 | 0–0 |     |

#### Grupo E
| Pos. | Equipe         | Pts | J | V | E | D | GP | GC | SG |
| ---- | -------------- | --- | - | - | - | - | -- | -- | -- |
| 1    | Roma           | 12  | 6 | 3 | 3 | 0 | 16 | 7  | +9 |
| 2    | Astra Giurgiu  | 8   | 6 | 2 | 2 | 2 | 7  | 10 | –3 |
| 3    | Viktoria Plzeň | 6   | 6 | 1 | 3 | 2 | 7  | 10 | –3 |
| 4    | Austria Viena  | 5   | 6 | 1 | 2 | 3 | 11 | 14 | –3 |

|                | ROM | AUS | VIK | AST |
| -------------- | --- | --- | --- | --- |
| Roma           |     | 3–3 | 4–1 | 4–0 |
| Austria Viena  | 2–4 |     | 0–0 | 1–2 |
| Viktoria Plzeň | 1–1 | 3–2 |     | 1–2 |
| Astra Giurgiu  | 0–0 | 2–3 | 1–1 |     |

#### Grupo F
| Pos. | Equipe          | Pts | J | V | E | D | GP | GC | SG |
| ---- | --------------- | --- | - | - | - | - | -- | -- | -- |
| 1    | Genk            | 12  | 6 | 4 | 0 | 2 | 13 | 9  | +4 |
| 2    | Athletic Bilbao | 10  | 6 | 3 | 1 | 2 | 10 | 11 | –1 |
| 3    | Rapid Viena     | 6   | 6 | 1 | 3 | 2 | 7  | 8  | –1 |
| 4    | Sassuolo        | 5   | 6 | 1 | 2 | 3 | 9  | 11 | –2 |

|                 | GEN | SAS | RAP | ATH |
| --------------- | --- | --- | --- | --- |
| Genk            |     | 3–1 | 1–0 | 2–0 |
| Sassuolo        | 0–2 |     | 2–2 | 3–0 |
| Rapid Viena     | 3–2 | 1–1 |     | 1–1 |
| Athletic Bilbao | 5–3 | 3–2 | 1–0 |     |

#### Grupo G
| Pos. | Equipe            | Pts | J | V | E | D | GP | GC | SG  |
| ---- | ----------------- | --- | - | - | - | - | -- | -- | --- |
| 1    | Ajax              | 14  | 6 | 4 | 2 | 0 | 11 | 6  | +5  |
| 2    | Celta de Vigo     | 9   | 6 | 2 | 3 | 1 | 10 | 7  | +3  |
| 3    | Standard de Liège | 7   | 6 | 1 | 4 | 1 | 8  | 6  | +2  |
| 4    | Panathinaikos     | 1   | 6 | 0 | 1 | 5 | 3  | 13 | –10 |

|                   | AJA | CEL | STA | PAN |
| ----------------- | --- | --- | --- | --- |
| Ajax              |     | 3–2 | 1–0 | 2–0 |
| Celta de Vigo     | 2–2 |     | 1–1 | 2–0 |
| Standard de Liège | 1–1 | 1–1 |     | 2–2 |
| Panathinaikos     | 1–2 | 0–2 | 0–3 |     |

#### Grupo H
| Pos. | Equipe            | Pts | J | V | E | D | GP | GC | SG  |
| ---- | ----------------- | --- | - | - | - | - | -- | -- | --- |
| 1    | Shakhtar Donetsk  | 18  | 6 | 6 | 0 | 0 | 21 | 5  | +16 |
| 2    | Gent              | 8   | 6 | 2 | 2 | 2 | 9  | 13 | –4  |
| 3    | Sporting de Braga | 6   | 6 | 1 | 3 | 2 | 9  | 11 | –2  |
| 4    | Konyaspor         | 1   | 6 | 0 | 1 | 5 | 2  | 12 | –10 |

|                   | SHA | GEN | BRA | KON |
| ----------------- | --- | --- | --- | --- |
| Shakhtar Donetsk  |     | 5–0 | 2–0 | 4–0 |
| Gent              | 3–5 |     | 2–2 | 2–0 |
| Sporting de Braga | 2–4 | 1–1 |     | 3–1 |
| Konyaspor         | 0–1 | 0–1 | 1–1 |     |

#### Grupo I
| Pos. | Equipe            | Pts | J | V | E | D | GP | GC | SG |
| ---- | ----------------- | --- | - | - | - | - | -- | -- | -- |
| 1    | Schalke 04        | 15  | 6 | 5 | 0 | 1 | 9  | 3  | +6 |
| 2    | Krasnodar         | 7   | 6 | 2 | 1 | 3 | 8  | 8  | 0  |
| 3    | Red Bull Salzburg | 7   | 6 | 2 | 1 | 3 | 6  | 6  | 0  |
| 4    | Nice              | 6   | 6 | 2 | 0 | 4 | 5  | 11 | –6 |

|                   | KRA | SCH | SAL | NIC |
| ----------------- | --- | --- | --- | --- |
| Krasnodar         |     | 0–1 | 1–1 | 5–2 |
| Schalke 04        | 2–0 |     | 3–1 | 2–0 |
| Red Bull Salzburg | 0–1 | 2–0 |     | 0–1 |
| Nice              | 2–1 | 0–1 | 0–2 |     |

#### Grupo J
| Pos. | Equipe         | Pts | J | V | E | D | GP | GC | SG |
| ---- | -------------- | --- | - | - | - | - | -- | -- | -- |
| 1    | Fiorentina     | 13  | 6 | 4 | 1 | 1 | 15 | 6  | +9 |
| 2    | PAOK           | 10  | 6 | 2 | 1 | 2 | 7  | 6  | 1  |
| 3    | Qarabağ        | 7   | 6 | 2 | 1 | 3 | 7  | 12 | –5 |
| 4    | Slovan Liberec | 4   | 6 | 1 | 1 | 4 | 7  | 12 | –5 |

|                | FIO | PAO | SLO | QAR |
| -------------- | --- | --- | --- | --- |
| Fiorentina     |     | 2–3 | 3–0 | 5–1 |
| PAOK           | 0–0 |     | 2–0 | 0–1 |
| Slovan Liberec | 1–3 | 1–2 |     | 3–0 |
| Qarabağ        | 1–2 | 2–0 | 2–2 |     |

#### Grupo K
| Pos. | Equipe             | Pts | J | V | E | D | GP | GC | SG |
| ---- | ------------------ | --- | - | - | - | - | -- | -- | -- |
| 1    | Sparta Praga       | 12  | 6 | 4 | 0 | 2 | 8  | 6  | 2  |
| 2    | Hapoel Be'er Sheva | 8   | 6 | 2 | 2 | 2 | 6  | 6  | 0  |
| 3    | Southampton        | 8   | 6 | 2 | 2 | 2 | 6  | 4  | +2 |
| 4    | Internazionale     | 6   | 6 | 2 | 0 | 4 | 7  | 11 | –4 |

|                    | SHA | HAP | SPA | INT |
| ------------------ | --- | --- | --- | --- |
| Southampton        | –   | 1–1 | 3–0 | 2–1 |
| Hapoel Be'er Sheva | 0–0 | –   | 0–1 | 3–2 |
| Sparta Praga       | 1–0 | 2–0 | –   | 3–1 |
| Internazionale     | 1–0 | 0–2 | 2–1 | –   |

#### Grupo L
| Pos. | Equipe           | Pts | J | V | E | D | GP | GC | SG |
| ---- | ---------------- | --- | - | - | - | - | -- | -- | -- |
| 1    | Osmanlıspor      | 10  | 6 | 2 | 1 | 2 | 8  | 7  | +1 |
| 2    | Villarreal       | 9   | 6 | 2 | 3 | 1 | 9  | 8  | 1  |
| 3    | Steaua Bucareste | 6   | 6 | 1 | 3 | 2 | 5  | 7  | –2 |
| 4    | Zurique          | 6   | 6 | 1 | 3 | 2 | 5  | 7  | -2 |

|                  | VIL | OSM | ZUR | STE |
| ---------------- | --- | --- | --- | --- |
| Villarreal       | –   | 1–2 | 2–1 | 2–1 |
| Osmanlıspor      | 2–2 | –   | 2–0 | 2–0 |
| Zurique          | 1–1 | 2–1 | –   | 0–0 |
| Steaua Bucareste | 1–1 | 2–1 | 1–1 | –   |

## Fase final
Nas fases finais, as equipes classificadas jogam em partidas eliminatórias de ida e volta, menos na  final da europa league.

### Equipes classificadasn
| Chave de cores                                   |
| ------------------------------------------------ |
| Cabeças de chave para a fase de 16-avos de final |
| Não cabeças de chave a fase de 16-avos de final  |

#### Fase de grupos da Liga Europa
| Grupo | Vencedores       | Vices              |
| ----- | ---------------- | ------------------ |
| A     | Fenerbahçe       | Manchester United  |
| B     | APOEL            | Olympiacos         |
| C     | Saint-Étienne    | Anderlecht         |
| D     | Zenit            | AZ Alkmaar         |
| E     | Roma             | Astra Giurgiu      |
| F     | Genk             | Athletic Bilbao    |
| G     | Ajax             | Celta de Vigo      |
| H     | Shakhtar Donetsk | Gent               |
| I     | Schalke 04       | Krasnodar          |
| J     | Fiorentina       | PAOK               |
| K     | Sparta Praga     | Hapoel Be'er Sheva |
| L     | Osmanlıspor      | Villarreal         |

#### Fase de grupos da Liga dos Campeões
| Grupo | Equipa                   | Pts | J | V | E | D | GM | GS | DG  |
| ----- | ------------------------ | --- | - | - | - | - | -- | -- | --- |
| G     | København                | 9   | 6 | 2 | 3 | 1 | 7  | 2  | +5  |
| H     | Lyon                     | 8   | 6 | 2 | 2 | 2 | 5  | 3  | +2  |
| E     | Tottenham                | 7   | 6 | 2 | 1 | 3 | 6  | 6  | 0   |
| B     | Beşiktaş                 | 7   | 6 | 1 | 4 | 1 | 9  | 14 | –5  |
| D     | Rostov                   | 5   | 6 | 1 | 2 | 3 | 6  | 12 | –6  |
| C     | Borussia Mönchengladbach | 5   | 6 | 1 | 2 | 3 | 5  | 12 | –7  |
| F     | Légia Varsóvia           | 4   | 6 | 1 | 1 | 4 | 9  | 24 | –15 |
| A     | Ludogorets Razgrad       | 3   | 6 | 0 | 3 | 3 | 6  | 15 | –9  |

### Esquema
| Dezesseis-avos           | Dezesseis-avos | Dezesseis-avos | Dezesseis-avos |  |                          | Oitavas-de-finais | Oitavas-de-finais | Oitavas-de-finais | Oitavas-de-finais |  |  | Quartas-de-finais       | Quartas-de-finais | Quartas-de-finais | Quartas-de-finais |  |  | Semi-finais       | Semi-finais | Semi-finais | Semi-finais |  |  | Finais            | Finais |
|                          |                |                |                |  |                          |                   |                   |                   |                   |  |  |                         |                   |                   |                   |  |  |                   |             |             |             |  |  |                   |        |
| Ludogorets Razgrad       | 1              | 0              | 1              |  |                          |                   |                   |                   |                   |  |  |                         |                   |                   |                   |  |  |                   |             |             |             |  |  |                   |        |
| København                | 2              | 0              | 2              |  |                          | København         | 2                 | 0                 | 2                 |  |  |                         |                   |                   |                   |  |  |                   |             |             |             |  |  |                   |        |
| Légia Varsóvia           | 0              | 0              | 0              |  | Ajax                     | 1                 | 2                 | 3                 |                   |  |  |                         |                   |                   |                   |  |  |                   |             |             |             |  |  |                   |        |
| Ajax                     | 0              | 1              | 1              |  |                          |                   |                   |                   |                   |  |  | Ajax (pro)              | 2                 | 2                 | 4                 |  |  |                   |             |             |             |  |  |                   |        |
| PAOK                     | 0              | 1              | 1              |  |                          |                   |                   |                   |                   |  |  | Schalke 04              | 0                 | 3                 | 3                 |  |  |                   |             |             |             |  |  |                   |        |
| Schalke 04               | 3              | 1              | 4              |  |                          | Schalke 04 (gf)   | 1                 | 2                 | 3                 |  |  |                         |                   |                   |                   |  |  |                   |             |             |             |  |  |                   |        |
| Borussia Mönchengladbach | 0              | 4              | 4              |  | Borussia Mönchengladbach | 1                 | 2                 | 3                 |                   |  |  |                         |                   |                   |                   |  |  |                   |             |             |             |  |  |                   |        |
| Fiorentina               | 1              | 2              | 3              |  |                          |                   |                   |                   |                   |  |  |                         |                   |                   |                   |  |  | Ajax              | 4           | 1           | 5           |  |  |                   |        |
| AZ Alkmaar               | 1              | 1              | 2              |  |                          |                   |                   |                   |                   |  |  |                         |                   |                   |                   |  |  | Lyon              | 1           | 3           | 4           |  |  |                   |        |
| Lyon                     | 4              | 7              | 11             |  |                          | Lyon              | 4                 | 1                 | 5                 |  |  |                         |                   |                   |                   |  |  |                   |             |             |             |  |  |                   |        |
| Villarreal               | 0              | 1              | 1              |  | Roma                     | 2                 | 2                 | 4                 |                   |  |  |                         |                   |                   |                   |  |  |                   |             |             |             |  |  |                   |        |
| Roma                     | 4              | 0              | 4              |  |                          |                   |                   |                   |                   |  |  | Lyon (gp)               | 2                 | 1                 | 3                 |  |  |                   |             |             |             |  |  |                   |        |
| Olympiacos               | 0              | 3              | 3              |  |                          |                   |                   |                   |                   |  |  | Beşiktaş                | 1                 | 2                 | 3                 |  |  |                   |             |             |             |  |  |                   |        |
| Osmanlıspor              | 0              | 0              | 0              |  |                          | Olympiacos        | 1                 | 1                 | 2                 |  |  |                         |                   |                   |                   |  |  |                   |             |             |             |  |  |                   |        |
| Hapoel Be'er Sheva       | 1              | 1              | 2              |  | Beşiktaş                 | 1                 | 4                 | 5                 |                   |  |  |                         |                   |                   |                   |  |  |                   |             |             |             |  |  |                   |        |
| Beşiktaş                 | 3              | 2              | 5              |  |                          |                   |                   |                   |                   |  |  |                         |                   |                   |                   |  |  |                   |             |             |             |  |  | Ajax              | 0      |
| Celta de Vigo            | 0              | 2              | 2              |  |                          |                   |                   |                   |                   |  |  |                         |                   |                   |                   |  |  |                   |             |             |             |  |  | Manchester United | 2      |
| Shakhtar Donetsk         | 1              | 0              | 1              |  |                          | Celta de Vigo     | 2                 | 2                 | 4                 |  |  |                         |                   |                   |                   |  |  |                   |             |             |             |  |  |                   |        |
| Krasnodar                | 1              | 1              | 2              |  | Krasnodar                | 1                 | 0                 | 1                 |                   |  |  |                         |                   |                   |                   |  |  |                   |             |             |             |  |  |                   |        |
| Fenerbahçe               | 0              | 1              | 1              |  |                          |                   |                   |                   |                   |  |  | Celta de Vigo           | 3                 | 1                 | 4                 |  |  |                   |             |             |             |  |  |                   |        |
| Gent                     | 1              | 2              | 3              |  |                          |                   |                   |                   |                   |  |  | Genk                    | 2                 | 1                 | 3                 |  |  |                   |             |             |             |  |  |                   |        |
| Tottenham                | 0              | 2              | 2              |  |                          | Gent              | 2                 | 1                 | 3                 |  |  |                         |                   |                   |                   |  |  |                   |             |             |             |  |  |                   |        |
| Astra Giurgiu            | 2              | 0              | 2              |  | Genk                     | 5                 | 1                 | 6                 |                   |  |  |                         |                   |                   |                   |  |  |                   |             |             |             |  |  |                   |        |
| Genk                     | 2              | 1              | 3              |  |                          |                   |                   |                   |                   |  |  |                         |                   |                   |                   |  |  | Celta de Vigo     | 0           | 1           | 1           |  |  |                   |        |
| Athletic Bilbao          | 3              | 0              | 3              |  |                          |                   |                   |                   |                   |  |  |                         |                   |                   |                   |  |  | Manchester United | 1           | 1           | 2           |  |  |                   |        |
| APOEL                    | 2              | 2              | 4              |  |                          | APOEL             | 0                 | 0                 | 0                 |  |  |                         |                   |                   |                   |  |  |                   |             |             |             |  |  |                   |        |
| Anderlecht (gf)          | 2              | 1              | 3              |  | Anderlecht               | 1                 | 1                 | 2                 |                   |  |  |                         |                   |                   |                   |  |  |                   |             |             |             |  |  |                   |        |
| Zenit                    | 0              | 3              | 3              |  |                          |                   |                   |                   |                   |  |  | Anderlecht              | 1                 | 1                 | 2                 |  |  |                   |             |             |             |  |  |                   |        |
| Rostov                   | 4              | 1              | 5              |  |                          |                   |                   |                   |                   |  |  | Manchester United (pro) | 1                 | 2                 | 3                 |  |  |                   |             |             |             |  |  |                   |        |
| Sparta Praga             | 0              | 1              | 1              |  |                          | Rostov            | 1                 | 0                 | 1                 |  |  |                         |                   |                   |                   |  |  |                   |             |             |             |  |  |                   |        |
| Manchester United        | 3              | 1              | 4              |  | Manchester United        | 1                 | 1                 | 2                 |                   |  |  |                         |                   |                   |                   |  |  |                   |             |             |             |  |  |                   |        |
| Saint-Étienne            | 0              | 0              | 0              |  |                          |                   |                   |                   |                   |  |  |                         |                   |                   |                   |  |  |                   |             |             |             |  |  |                   |        |

Nota: O esquema usado acima é usado somente para uma visualização melhor dos confrontos. Todos os confrontos desta fase são sorteados e não seguem a ordem mostrada.

### Fase de 16-avos
O sorteio para a esta fase ocorreu dia 12 de dezembro de 2016 em Nyon. 
As partidas de ida serão realizadas em dia 16 de fevereiro, e as partidas de volta serão realizadas em 23 de Fevereiro de 2017.
| Equipe 1                 | Total    | Equipe 2         | 1.º jogo | 2.º jogo |
| ------------------------ | -------- | ---------------- | -------- | -------- |
| Athletic Bilbao          | 3–4      | APOEL            | 3–2      | 0–2      |
| Légia Varsóvia           | 0–1      | Ajax             | 0–0      | 0–1      |
| Anderlecht               | 3–3 (gf) | Zenit            | 2–0      | 1–3      |
| Astra Giurgiu            | 2–3      | Genk             | 2–2      | 0–1      |
| Manchester United        | 4–0      | Saint-Étienne    | 3–0      | 1–0      |
| Villarreal               | 1–4      | Roma             | 0–4      | 1–0      |
| Ludogorets Razgrad       | 1–2      | København        | 1–2      | 0–0      |
| Celta de Vigo            | 2–1      | Shakhtar Donetsk | 0–1      | 2–0      |
| Olympiacos               | 3–0      | Osmanlıspor      | 0–0      | 3–0      |
| Gent                     | 3–2      | Tottenham        | 1–0      | 2–2      |
| Rostov                   | 5–1      | Sparta Praga     | 4–0      | 1–1      |
| Krasnodar                | 2–1      | Fenerbahçe       | 1–0      | 1–1      |
| Borussia Mönchengladbach | 4–3      | Fiorentina       | 0–1      | 4–2      |
| AZ Alkmaar               | 2–11     | Lyon             | 1–4      | 1–7      |
| Hapoel Be'er Sheva       | 2–5      | Beşiktaş         | 1–3      | 1–2      |
| PAOK                     | 1–4      | Schalke 04       | 0–3      | 1–1      |

### Oitavas de final
O sorteio para a esta fase ocorreu dia 24 de fevereiro de 2017 em Nyon. 
As partidas de ida serão realizadas em dia 09 de março, e as partidas de volta serão realizadas em 16 de março de 2017.
| Equipe 1      | Total    | Equipe 2                 | 1.º jogo | 2.º jogo |
| ------------- | -------- | ------------------------ | -------- | -------- |
| Celta de Vigo | 4–1      | Krasnodar                | 2–1      | 2–0      |
| Schalke 04    | 3–3 (gf) | Borussia Mönchengladbach | 1–1      | 2–2      |
| Lyon          | 5–4      | Roma                     | 4–2      | 1–2      |
| Rostov        | 1–2      | Manchester United        | 1–1      | 0–1      |
| Olympiacos    | 2–5      | Beşiktaş                 | 1–1      | 1–4      |
| Gent          | 3–6      | Genk                     | 2–5      | 1–1      |
| København     | 2–3      | Ajax                     | 2–1      | 0–2      |
| APOEL         | 0–2      | Anderlecht               | 0–1      | 0–1      |

### Quartas de final
O sorteio das quartas-de-final realizou-se a 17 de março de 2017. A primeira mão foi disputada a 13 de abril, e a segunda a 20 de abril de 2017.
| Equipe 1      | Total       | Equipe 2          | 1.º jogo | 2.º jogo  |
| ------------- | ----------- | ----------------- | -------- | --------- |
| Anderlecht    | 2–3         | Manchester United | 1–1      | 1–2 (pro) |
| Celta de Vigo | 4–3         | Genk              | 3–2      | 1–1       |
| Ajax          | 4–3         | Schalke 04        | 2–0      | 2–3 (pro) |
| Lyon          | 3–3 (7–6 p) | Beşiktaş          | 2–1      | 1–2       |

### Semifinais
O sorteio para as semifinais e final (para determinar a equipe de "casa" para fins administrativos) realizou-se a 21 de abril de 2017. A primeira mão foi disputada no dia 04 de maio, e a segunda a 11 de maio de 2017.
| Equipe 1      | Total | Equipe 2          | 1.º jogo | 2.º jogo |
| ------------- | ----- | ----------------- | -------- | -------- |
| Ajax          | 5–4   | Lyon              | 4–1      | 1–3      |
| Celta de Vigo | 1–2   | Manchester United | 0–1      | 1–1      |

### Final
A final foi disputada em 24 de Maio de 2017, na Friends Arena, em Solna, Estocolmo, Suécia.
| 24 de maio de 2017 | Ajax | 0 – 2     | Manchester United          | Friends Arena, Estocolmo                          |
| 20:45 (UTC+2)      |      | Relatório | 17' Pogba · 47' Mkhitaryan | Público: 46 961 Árbitro: ESL Damir Skomina (FIFA) |

## Premiação
| Liga Europa da UEFA de 2016–17        |
| Inglaterra                            |
| ------------------------------------- |
| Manchester United Campeão (1º título) |

## Estatísticas
Gols e assistências contabilizados a partir da fase de grupos, excluindo as fases de qualificação.
 Atualizado 25 de maio de 2017
| Pos. | Jogador             | Equipe            | Gols | Tempo Jogado |
| ---- | ------------------- | ----------------- | ---- | ------------ |
| 1    | Edin Džeko          | Roma              | 8    | 524'         |
| 1    | Giuliano            | Zenit             | 8    | 710'         |
| 3    | Aritz Aduriz        | Athletic Bilbao   | 7    | 484'         |
| 4    | Alexandre Lacazette | Lyon              | 6    | 537'         |
| 4    | Henrikh Mkhitaryan  | Manchester United | 6    | 817'         |
| 4    | Kasper Dolberg      | Ajax              | 6    | 933'         |
| 7    | Guillaume Hoarau    | Young Boys        | 5    | 342'         |
| 7    | Nikola Kalinić      | Fiorentina        | 5    | 496'         |
| 7    | Łukasz Teodorczyk   | Anderlecht        | 5    | 673'         |
| 7    | Iago Aspas          | Celta de Vigo     | 5    | 865'         |
| 7    | Zlatan Ibrahimović  | Manchester United | 5    | 897'         |

| Pos. | Jogador            | Equipe            | Assis. | Tempo Jogando |
| ---- | ------------------ | ----------------- | ------ | ------------- |
| 1    | Giuliano           | Zenit             | 5      | 710'          |
| 2    | Nikola Kalinić     | Fiorentina        | 4      | 496'          |
| 2    | Anderson Talisca   | Beşiktaş          | 4      | 496'          |
| 2    | Nabil Fekir        | Lyon              | 4      | 518'          |
| 2    | Marlos             | Shakhtar Donetsk  | 4      | 612'          |
| 2    | Sofiane Hanni      | Anderlecht        | 4      | 674'          |
| 2    | Marcus Rashford    | Manchester United | 4      | 767'          |
| 2    | Zlatan Ibrahimović | Manchester United | 4      | 897'          |
| 2    | Hakim Ziyech       | Ajax              | 4      | 998'          |
| 2    | Alejandro Pozuelo  | Genk              | 4      | 928'          |
| 2    | Bertrand Traoré    | Ajax              | 4      | 1106'         |

### Hat-tricks
| Jogador            | Para                     | Contra          | Resultado | Data                    | Ref.   |
| ------------------ | ------------------------ | --------------- | --------- | ----------------------- | ------ |
| Theo Weeks         | Gabala                   | Samtredia       | 5–1       | 30 de junho de 2016     |        |
| Aminu Umar         | Osmanlıspor              | Zimbru Chișinău | 5–0       | 21 de julho de 2016     |        |
| Teemu Pukki        | Brøndby                  | Hertha Berlim   | 3–1       | 4 de agosto de 2016     |        |
| Louis Schaub       | Rapid Viena              | Trenčín         | 4–0       | 18 de agosto de 2016    |        |
| Guillaume Hoarau   | Young Boys               | APOEL           | 3–1       | 20 de outubro de 2016   | [ 5 ]  |
| Aritz Aduriz5      | Athletic Bilbao          | Genk            | 5–3       | 3 de novembro de 2016   | [ 6 ]  |
| Edin Džeko         | Roma                     | Viktoria Plzeň  | 4–1       | 24 de novembro de 2016  | [ 7 ]  |
| Edin Džeko         | Roma                     | Villarreal      | 4–0       | 16 de fevereiro de 2017 | [ 8 ]  |
| Zlatan Ibrahimovic | Manchester United        | Saint-Étienne   | 3–0       | 16 de fevereiro de 2017 | [ 9 ]  |
| Lars Stindl        | Borussia Mönchengladbach | Fiorentina      | 4–2       | 23 de fevereiro de 2017 | [ 10 ] |
| Nabil Fekir        | Lyon                     | AZ Alkmaar      | 7–1       | 23 de fevereiro de 2017 | [ 11 ] |

5 Jogador marcou cinco gols

## Ligações Externas
- «Site Oficial»